# Turski jezici
Turski jezici, podskupina južnoturkijskih jezika, šire turkijske skupine, koji se govore na području Anatolije i nekih susjednih zemalja. 
Obuhvaća četiri jezika, to su turski [tur] u pravom smislu, iz današnje Turske, horasanski turski [kmz] (400.000; 1977 G. Doerfer) iz sjeveroistočnog Irana; gagauski iz Moldavije [gag] (162,200), a govori se i u Bugarskoj i Rumunjskoj; i balkanski gagauski turski [bgx] (331.000) iz Turske i Makedonije.

## Vanjske poveznice
- Ethnologue (14th)
- Ethnologue (15th)